# 四川中路 (上海)

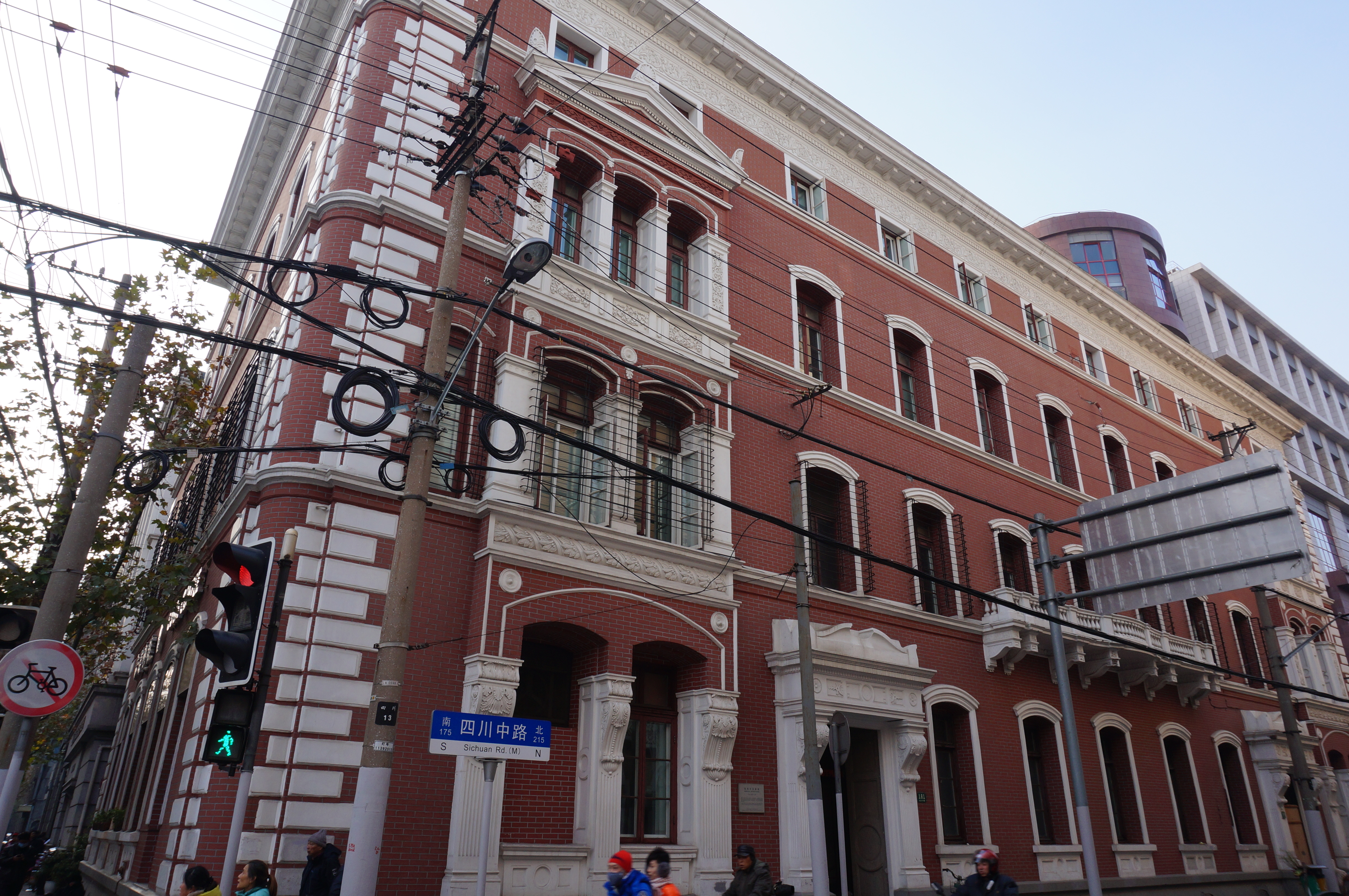
三井物产公司上海支店

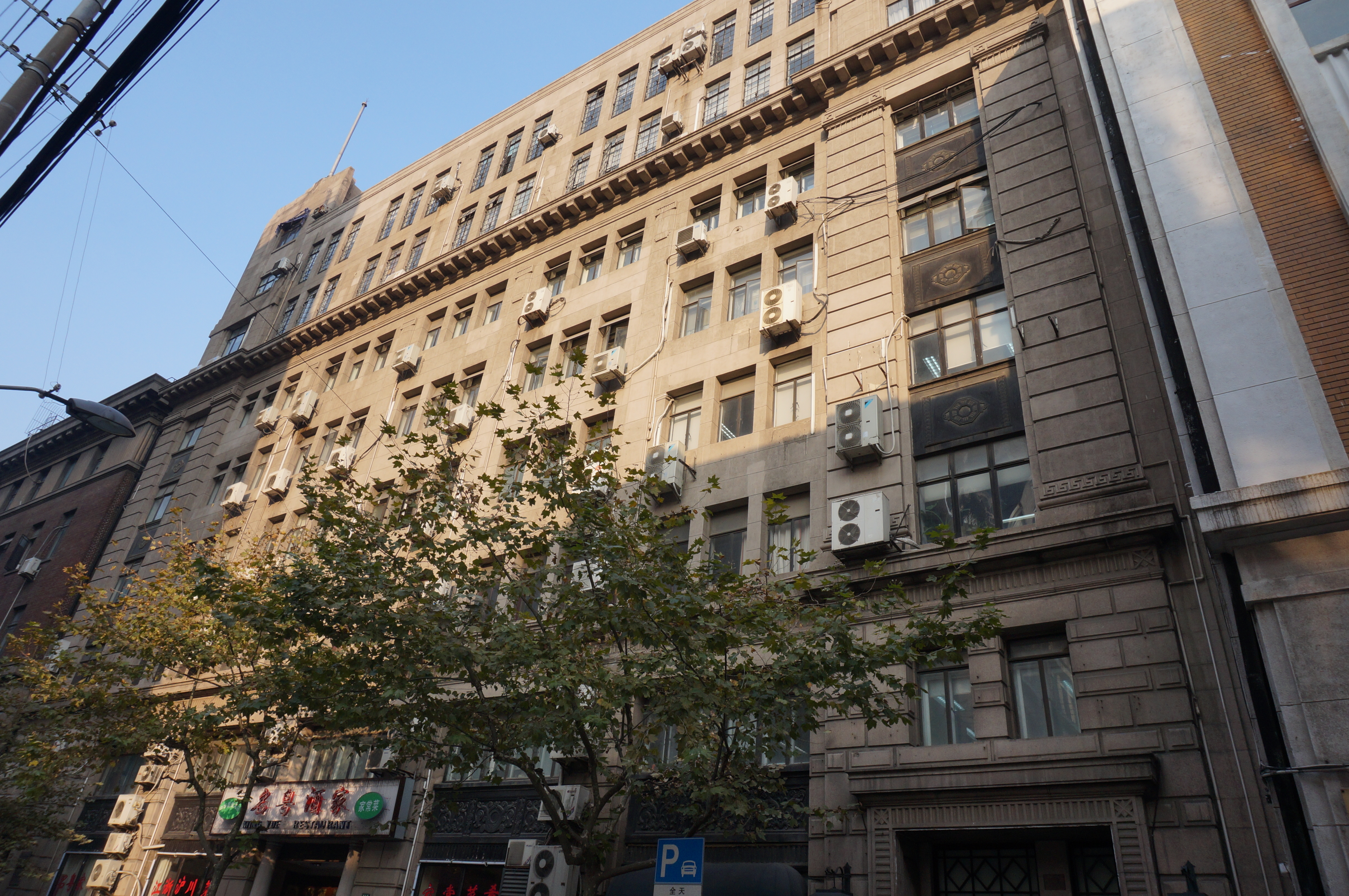
新汇丰大楼

该路由延安东路起，迤北直达苏州河，全长1270米。最初由上海公共租界工部局于1855年开始辟筑，最初称为桥的街、江苏路。1865年12月，以四川省名重新命名该路，1945年后改今名。马路最初以碎石铺路，至1920年代起改为沥青路面。

## 历史
早在辟筑道路以前，此处附近原有一条流向苏州河的小河浜。在今四川中路、北京东路口有一南北向小桥。有一小路通过小桥连接，所以最初小路称为桥街。1855年，工部局将小路进行辟筑后，更名为江苏路。
1865年12月13日，工部局工务委员会向工部局董事会提交报告，要求修改当时混乱的路名。其中包括将江苏路更名为四川路，缘由是江苏路的西侧毗邻马路为江西路，相似的路名容易造成混乱。董事会随后同意了这个建议。
在道路辟筑早期，马路北段苏州河沿岸多为华人居住区，其他路段多为包括宝顺在内的各类洋行所在。十九世纪后期开始，工部局将书信馆设于该路。进入20世纪，四川路上又进驻了百货公司、政府机构、宗教场所等。当时，惠罗公司、福利公司、屈臣氏、青年会、美孚洋行等均开设于此。1930年代至1940年代，四川路更是成为了包括中央信托局、中央合作金库在内的金融机构聚集的道路之一。
1950年代后，四川路则成为了政府机关和国有企业的集中地。目前，马路两侧多高楼大厦，且大部分为上海市优秀历史建筑。

## 优秀建筑
- 33号，企业大楼
- 106-110号，普益大楼
- 109号，黄中大楼
- 126弄5-21号，元芳弄住宅
- 133号，卜内门大楼
- 175号，三井物产上海支店
- 218号，汇丰大楼
- 261号，四行储蓄会大楼
- 268-270号，大清银行大楼
- 299号，东亚大楼
- 320号，安利大楼
- 595-607号，浦光大楼
- 四川中路北段，四川路桥

## 交汇道路（由南往北）
- 四川南路
- 延安东路
- 广东路
- 元芳弄
- 福州路
- 汉口路
- 九江路
- 沙市二路
- 南京东路
- 滇池路
- 宁波路
- 北京东路
- 香港路
- 南苏州路
- 四川路桥